# Corrente Circumpolar Antártica

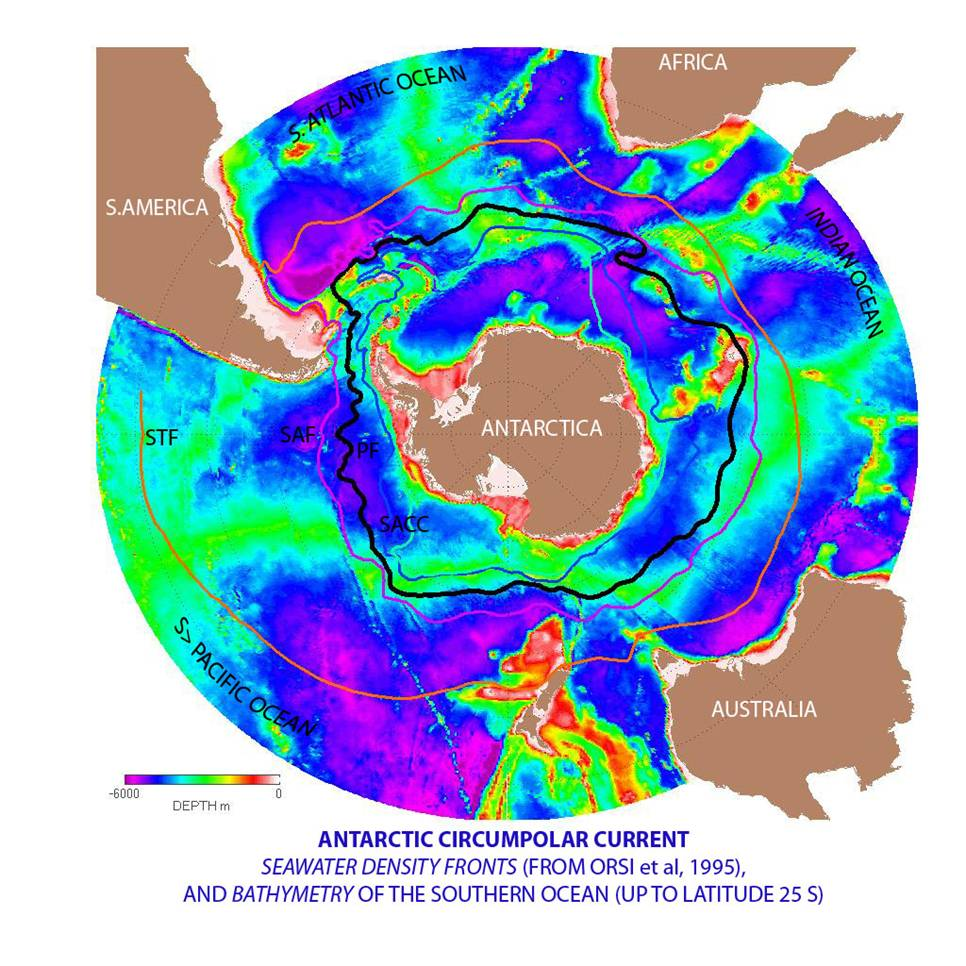
A Corrente Circumpolar Antárctica é o sistema de correntes mais forte nos oceanos terrestres, aquele que liga as bacias do Atlântico, Índico e do Pacífico.

A Corrente Circumpolar Antárctica é uma corrente oceânica que flui de Oeste para Este à volta da Antárctida. É a corrente dominante do Oceano Antártico e a maior corrente oceânica, com aproximadamente 125 Sverdrups.